# ¡El pueblo unido jamás será vencido!
¡El pueblo unido jamás será vencido! (Spaans voor "Het verenigde volk zal nooit verslagen worden") is een links, Spaanstalig strijdlied uit 1973, geschreven door de  Chileense componist Sergio Ortega Alvarado en voor het eerst uitgevoerd door de groep Quilapayún. Het lied, met als titel een destijds al bestaande slogan, roept het volk op zich te verenigen om tot een beter leven te komen. Na elk gezongen couplet wordt de titel gescandeerd.
Het lied werd gebruikt door de Volksfrontregering van Salvador Allende. Vooral na de Chileense coup van 11 september 1973 is El pueblo unido... uitgegroeid tot het lijflied van de linksgezinden in Latijns-Amerika. Het lied is voor het eerst opgenomen door Quilapayún, en is meermalen gecoverd door bekende artiesten, onder andere door Manu Chao en Inti-Illimani. De linksgeoriënteerde Amerikaanse componist Frederic Rzewski baseerde zijn magnum opus, The people united will never be defeated! op dit lied door er 36 variaties op te schrijven. Het lied is vertaald in onder andere het Farsi, Duits, Esperanto en Oekraïens.